# Led Zeppelin Japanese Tour 1972
Led Zeppelin Japanese Tour 1972 var en konsertturné med det brittiska hårdrocksbandet Led Zeppelin i Japan 1972. Turnén innehöll sex spelningar och flera låtar från den kommande skivan, Houses of the Holy, framfördes.

## Låtlista
En ganska typisk låtlista med viss variation är följande:
1. "Rock and Roll" (Page, Plant, Jones, Bonham)
2. "Black Dog" (Page, Plant, Jones)
3. "Over the Hills and Far Away" (Page, Plant)
4. "Misty Mountain Hop" (Jones, Page, Plant)
5. "Since I've Been Loving You" (Page, Plant, Jones)
6. "Dancing Days" (Page, Plant)
7. "Bron-Y-Aur Stomp" (Page, Plant, Jones)
8. "The Song Remains the Same" (Page, Plant)
9. "The Rain Song" (Page, Plant)
10. "Dazed and Confused" (Page)
11. "Stairway to Heaven" (Page, Plant)
12. "Moby Dick" (Bonham)
13. "Whole Lotta Love" (Bonham, Dixon, Jones, Page, Plant)

Extranummer
- "Heartbreaker" (Bonham, Page, Plant)
- "Immigrant Song" (Page, Plant)
- "Thank You" (Page, Plant)
- "The Ocean" (Bonham, Jones, Page, Plant)
- "Communication Breakdown" (Bonham, Jones, Page)

## Turnédatum
- 02/10/1972:  Budokan Hall - Tokyo
- 03/10/1972:  Budokan Hall - Tokyo
- 04/10/1972:  Festival Hall - Osaka
- 05/10/1972:  Kokaido - Nagoya
- 09/10/1972:  Festival Hall - Osaka
- 10/10/1972:  Kyoto Kaikan - Kyoto